# Azumoleno
Azumoleno é um fármaco experimental derivado do dantroleno. Em estudos com animais, o azumoleno mostrou eficácia semelhante à do dantroleno no controle dos sintomas da hipertermia maligna, com menor solubilidade em água e menor toxicidade, mas também apresenta menor potência.